# 火车站镇
火车站镇，是中华人民共和国新疆维吾尔自治区吐鲁番市鄯善县下辖的一个行政建制镇。

## 行政区划
火车站镇下辖以下地区：
金桥社区、振兴社区、兴业社区和友好社区。